# Kira Biesenbach
Kira Biesenbach (* 7. Oktober 1992 in Leverkusen) ist eine deutsche Leichtathletin, die vor allem im Siebenkampf antritt.

## Berufsweg
Kira Biesenbach studiert in Köln Sport und Sozialwissenschaften auf Lehramt. Innerhalb ihres Lehramtstudiums war sie Anfang 2018 in einem sechsmonatigen Praktikum.

## Sportliche Karriere
Nach Anfängen im Reiten und Schwimmen begann Biesenbach im Alter von acht Jahren mit der Leichtathletik. 2006 feierte sie bei den Deutschen Schülermeisterschaften ihren ersten nationalen Erfolg, als sie in der Disziplin „Block Sprint/Sprung“ den dritten Platz belegte. Bei Deutschen Nachwuchsmeisterschaften (B- und A-Jugend) gewann sie bis 2011 insgesamt sechs Medaillen im Sprint sowie im Mehrkampf. 2010 wurde Biesenbach Deutsche A-Jugend-Hallenmeisterin im Fünfkampf.
Bei den Jugendweltmeisterschaften 2009 im italienischen Brixen gewann Biesenbach mit einer persönlichen Bestleistung von 5423 Punkten die Siebenkampf-Bronzemedaille, vier Jahre später bei den U23-Europameisterschaften in Tampere (Finnland) konnte sie den Vizeeuropameisterschaftstitel gewinnen.
Im Erwachsenenbereich erreichte Biesenbach 2012 erstmals Podestplatzierungen auf nationaler Ebene; bei den Deutschen Meisterschaften wurde sie mit der 4-mal-400-Meter-Staffel Dritte und gewann bei den Mehrkampfmeisterschaften den Titel im Siebenkampf in der Einzelwertung als auch mit der Mannschaft. Außerdem gewann die Leverkusenerin zum ersten Mal mit 5779 Punkten den Deutschen Meistertitel im Siebenkampf. 2013 erreichte sie mit der 4-mal-100-Meter-Staffel den zweiten Rang.
Am 30. Juli 2013 wurde Kira Biesenbach vom Deutschen Leichtathletik-Verband für die Weltmeisterschaften 2013 im russischen Moskau nominiert, musste dort aber den Siebenkampf wegen einer Oberschenkelverletzung abbrechen und die Saison beenden.
2014 wurde sie Deutsche Hallenmehrkampfmeisterin im Fünfkampf.
Ende Mai 2017 wurde Biesenbach, nach einer dreijährigen Genesungsphase auf Grund einer schweren Knieverletzung, bei den nordrhein-westfälischen Mehrkampfmeisterschaften in Bad Oeynhausen Meisterin im Siebenkampf. Im August 2017 errang sie bei den Deutschen Mehrkampfmeisterschaften in Kienbaum die Vizemeisterschaft im Siebenkampf sowie den Sieg in der Mannschaftswertung.
2018 zog sich Biesenbach gleich zu Jahresbeginn beim Training einen Achillessehnenriss im linken Fuß zu.

## Vereinszugehörigkeiten
Biesenbach startet seit Herbst 2005 für den TSV Bayer 04 Leverkusen. Zuvor war sie beim Wermelskirchener TV (WTV).

## Bestleistungen
- Siebenkampf: 6185 Punkte, 15. Juni 2013, Ratingen
  - 100 m Hürden: 13,71 s, 15. Juni 2013, Ratingen
  - Hochsprung: 1,78 m, 15. Juni 2013, Ratingen
  - Kugelstoßen: 13,34 m, 25. Mai 2013, Götzis
  - 200 m: 23,45 s, 25. Mai 2013, Götzis
  - Weitsprung: 6,44 m, 26. Mai 2013, Götzis
  - Speerwurf: 38,05 m, 25. Mai 2012, Ulm
  - 800 m: 2:14,32 min, 16. Juni 2013, Ratingen